# Antietam National Cemetery
Antietam National Cemetery (pol. Narodowy Cmentarz Antietam) – historyczny cmentarz wojskowy położony w pobliżu miejscowości Sharpsburg w stanie Maryland w Stanach Zjednoczonych. Pochowanych na nim jest 4 776 żołnierzy Unii Stanów Zjednoczonych poległych w bitwie pod Antietam i innych działaniach wojennych mających miejsce w Maryland podczas wojny secesyjnej. Wśród pochowanych jest 1 836 bezimiennych. Narodowy Cmentarz Antietam jest jednym z około 130 cmentarzy narodowych w Stanach Zjednoczonych. Wchodzi w skład Antietam National Battlefield i zarządzany jest przez National Park Service.

## Historia

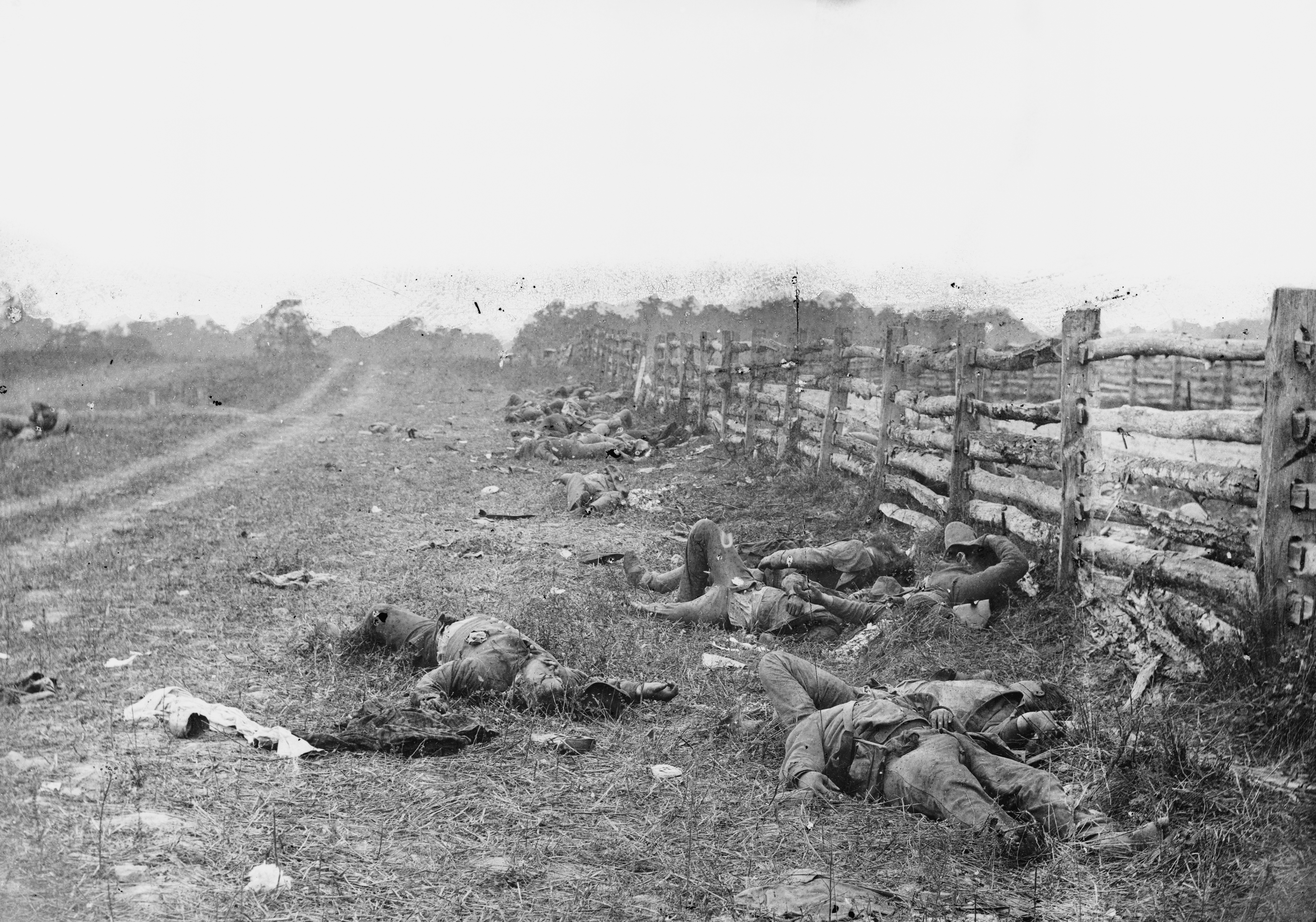
Ciała żołnierzy poległych w bitwie pod Antietam

Bitwa pod Antietam, która miała miejsce podczas wojny secesyjnej 17 września 1862 roku w okolicach Sharpsburga w stanie Maryland była tragiczną kulminacją pierwszej inwazji generała Roberta E. Lee na północ. W dniu bitwy ponad 23 110 żołnierzy zostało zabitych, rannych lub zaginęło. Liczbę zabitych szacuje się na 4 000, a wielu żołnierzy zmarło w kolejnych dniach na skutek odniesionych ran. Sharpsburg, będący do tej pory spokojną wioską, zamienił się w olbrzymi szpital i miejsce pochówku.
Zabitych grzebano w pośpiechu i bez należytej uwagi. Żołnierze byli chowani w indywidualnych grobach, jak i w zbiorowych mogiłach, w których chowano wspólnie nawet kilkaset ciał. Niekiedy rodzina lub przyjaciele wracali po pochowane ciała, aby zabrać je w rodzinne strony. Niedokładnie pochowane ciała nierzadko bywały odsłonięte i wystawione na działanie słońca i powietrza. W marcu 1864 roku stało się jasne, że sytuacja wymaga zdecydowanego działania.
W 1864 roku stanowy senator, Lewis P. Firey, zaproponował w stanowej legislaturze plan ustanowienia cmentarza stanowego lub narodowego dla ofiar poległych podczas kampanii w 1862 roku. Plan został wcielony w życie 23 marca 1865 roku, gdy stan zakupił 4,55 hektara ziemi za 1 161 dolarów i 75 centów. 
Początkowe plany zakładały pochowanie na cmentarzu ciał poległych żołnierzy walczących po obu stronach. Jednak uraza i pamięć niedawno zakończonego konfliktu, jak i niezdolność stanów Południa, aby zorganizować niezbędne fundusze spowodowały, że na cmentarzu pochowano wyłącznie poległych żołnierzy Unii Stanów Zjednoczonych. Ciała poległych konfederatów pochowane zostały na lokalnych cmentarzach w Hagerstown, Frederick w stanie Maryland oraz na cmentarzu w Shepherdstown w Wirginii Zachodniej. Łącznie na tych trzech cmentarzach pochowano około 2 800 ciał konfederatów, z których około 60% pozostało bezimiennych.
W kolejnych latach dwóch miejscowych mężczyzn, Aaron Good i Joseph Gill, mozolnie lokalizowało mogiły i identyfikowało pochowane w nich zwłoki. Identyfikacji dokonywano na podstawie listów, pamiętników, fotografii, przedmiotów osobistych, a także przesłuchując krewnych i świadków. Dzięki darowiźnie w wysokości 70 tysięcy dolarów przekazanej przez osiemnaście stanów Północy oraz pracy wykonanej przez byłych żołnierzy budowa cmentarza została ukończona we wrześniu 1867 roku. Dnia 17 września 1867 roku, w piątą rocznicę bitwy pod Antietam, cmentarz został uroczyście otwarty. W ceremonii uczestniczył ówczesny prezydent Stanów Zjednoczonych, Andrew Johnson, który wygłosił przemówienie, oraz inni wysocy urzędnicy państwowi.

## Pomnik nieznanego żołnierza
Pośrodku cmentarza stoi pomnik ku czci pochowanych na cmentarzu bezimiennych żołnierzy. Pomnik przedstawia stojącego żołnierza piechoty Unii zwróconego twarzą ku rodzinnej północy. Pomnik ma wysokość 13,5 metra, waży 250 ton i zbudowany jest z 27 bloków granitu. Sama postać żołnierza ma około 6,5 metra wysokości i waży około 30 ton. Zaprojektowany przez Jamesa G. Batersona z Hartford, Connecticut i wyrzeźbiony przez Jamesa Pollette z Westerly, Rhode Island pomnik kosztował 32 tysiące dolarów i został wzniesiony w Filadelfii w 1876 roku. Stamtąd po rozmontowaniu na części został przewieziony do Sharpsburga.
Podróż nie obyła się bez przygód i została opóźniona o kilka miesięcy, gdy część pomnika wpadła do rzeki w okolicach Waszyngtonu. Ostatecznie statua została oficjalnie odsłonięta 17 września 1880 roku, w osiemnastą rocznicę bitwy pod Antietam. Na pomniku wyryty jest napis: Not for themselves, but for their country., co można przetłumaczyć jako Nie dla siebie, lecz dla swojego kraju.

## Cmentarz dziś

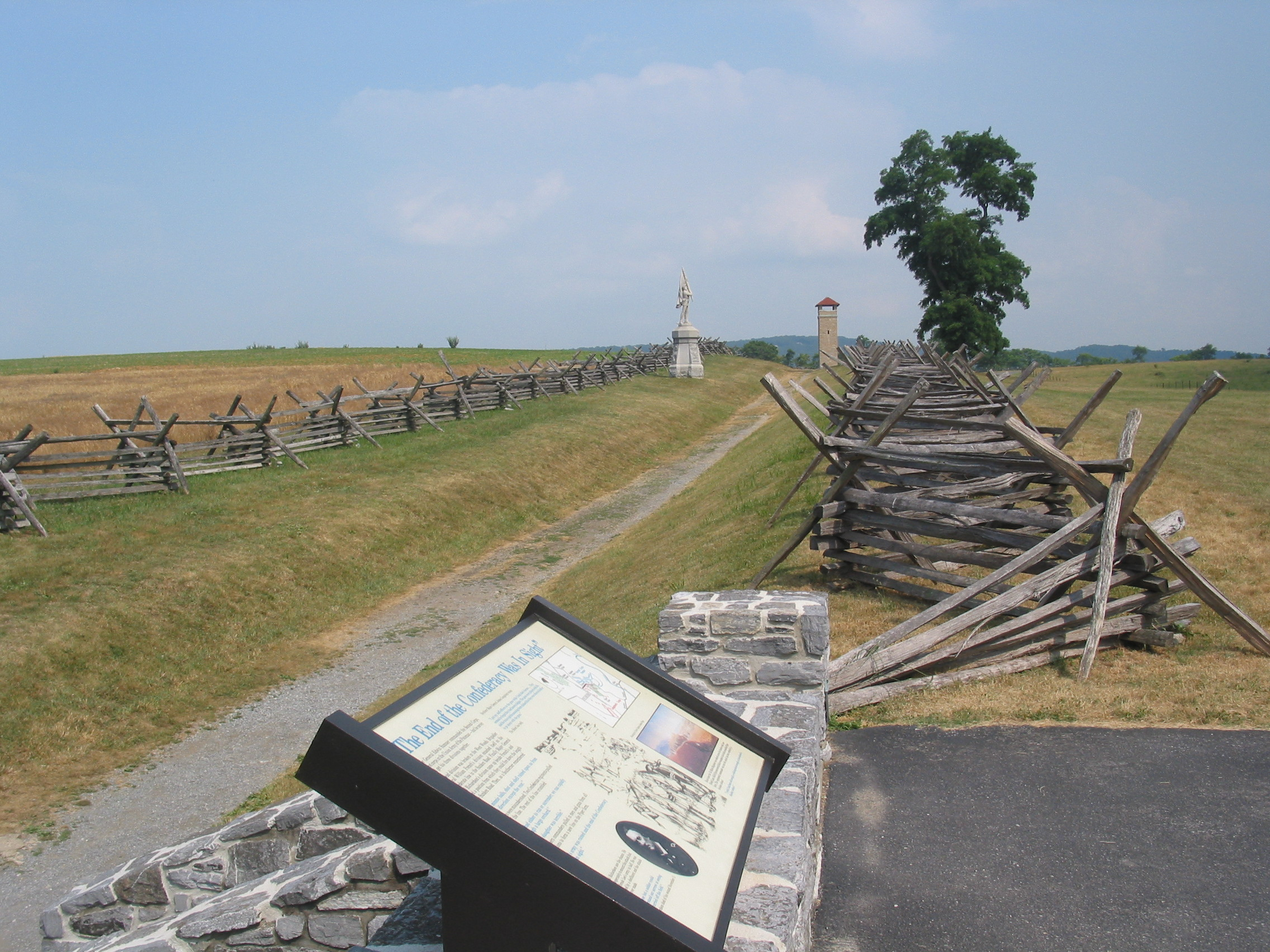
Pole bitwy pod Antietam współcześnie

Narodowy Cmentarz Antietam jest jednym ze 130 cmentarzy narodowych powstałych w Stanach Zjednoczonych po wojnie secesyjnej. Pochowanych na nim jest 4 776 ciał żołnierzy Unii Stanów Zjednoczonych, spośród których 1 836, około 38%, jest bezimiennych. Pochowani żołnierze polegli w bitwach pod Antietam, pod South Mountain, pod Monocacy i innych walkach na terenie stanu Maryland podczas wojny secesyjnej. Każdy grób zaznaczony jest niewielkim, kwadratowym kamieniem. Na każdym kamieniu wygrawerowane są dwie liczby: kolejny numer grobu oraz liczba ciał, które zawiera. 
Ponadto na cmentarzu pochowanych jest około 200 osób niezwiązanych z wojną secesyjną. Są wśród nich weterani wojny amerykańsko-hiszpańskiej, pierwszej i drugiej wojny światowej oraz wojny koreańskiej lub ich rodziny. Ostatecznie pochówku na cmentarzu zaprzestano w 1953 roku, jednak od czasu do czasu robi się od tej zasady wyjątek. Na cmentarzu pochowany jest Goodloe Edgar Byron, wieloletni przedstawiciel szóstego okręgu wyborczego w Maryland w Izbie Reprezentantów Stanów Zjednoczonych. 
Na cmentarzu znajduje się także kilka grobów położonych na uboczu. Pochowanych jest w nich kilku Afroamerykanów poległych podczas pierwszej wojny światowej. Jest to o tyle ironiczne, że wynik bitwy pod Antietam był bezpośrednią przyczyną ogłoszenia Proklamacji Emancypacji przez prezydenta Stanów Zjednoczonych, Abrahama Lincolna.
Ostatnią osobą pochowaną na cmentarzu jest marynarz Patrick Howard Roy, który zginął podczas ataku na niszczyciel USS Cole. Jego ciało pochowano na Narodowym Cmentarzu Antietam 29 października 2000 roku.